# Halictus ferreotus
Halictus ferreotus là một loài Hymenoptera trong họ Halictidae. Loài này được Fan mô tả khoa học năm 1991.